# دهستان کلباد غربی
دهستان کلباد غربی واقع در بخش کلباد، از توابع شهرستان گلوگاه در استان مازندران است.
این دهستان شامل ۴ روستاست که عبارت‌اند از:
- روستای سنگ‌یابسر
- روستای قلعه‌پایان
- روستای مهدیرجه
- روستای ولمازو